# Thuidiopsis crispatula
Thuidiopsis crispatula là một loài Rêu trong họ Thuidiaceae. Loài này được (Cardot) M. Fleisch. miêu tả khoa học đầu tiên năm 1923.